# エルシオ・ミネリ・デ・アビラ
エルシオ・ミネリ・デ・アビラ（Élcio Minelli de Ávila、1956年2月19日 - ）は、ブラジル・ミナスジェライス州レオポルジナ出身の元サッカー選手、サッカー指導者。現役時代のポジションは、ミッドフィールダー。

## 来歴
クルゼイロECの下部組織出身。選手時代はAAポンチ・プレッタ、ECサント・アンドレなどでプレーし、1989年に日本の川崎製鉄サッカー部で現役生活を終えた。
引退後は指導者として川崎製鉄に残り、ヘッドコーチ、監督などを務めた。川崎製鉄を退任後はJリーグクラブやブラジル国内のクラブでコーチを歴任。2011年7月、シーズン途中に湘南ベルマーレのフィジカルコーチに就任。2012年から2016年、松本山雅FCのフィジカルコーチを務める。2017年、ザスパクサツ群馬のフィジカルコーチに就任。2018年、tonan前橋のヘッドコーチに就任。
2019年、モンテディオ山形のフィジカルコーチに就任。
2021年、松本山雅FCのフィジカルコーチに再任。シーズン終了後に退任した。
2022年、SC相模原のフィジカルコーチに就任。
2024年、相生学院高等学校サッカー部のフィジカルコーチに就任。

## 所属クラブ
ユース経歴
- 1973年 - 1974年  クルゼイロECユース

プロ・アマ経歴
- 1975年  ナシオナルAC
- 1976年 - 1977年  AAポンチ・プレッタ
- 1978年  オペラリオFC
- 1979年 - 1982年  グレミオ・マリンガ
- 1983年 - 1984年  ECサント・アンドレ
- 1985年  ゴイアスEC
- 1986年 - 1988年  ECサント・アンドレ
- 1989年  川崎製鉄サッカー部

## 指導歴
- 1990年 - 1992年  川崎製鉄サッカー部
  - 1990年 - 1991年 フィジカルコーチ、ヘッドコーチ
  - 1992年 監督
- 1993年 - 1994年  横浜フリューゲルス フィジカルコーチ、ヘッドコーチ
- 1995年 - 1996年  京都パープルサンガ フィジカルコーチ
- 1997年  SEパルメイラスユース部門 ヘッドコーチ
- 1998年 - 1999年  柏レイソル フィジカルコーチ
- 2000年  ナシオナルACユース部門 ヘッドコーチ
- 2001年  オペラリオFCユース部門 ヘッドコーチ
- 2001年  ECサント・アンドレユース部門 ヘッドコーチ
- 2002年 - 2003年  アルビレックス新潟 フィジカルコーチ
- 2004年 - 2005年  清水エスパルス フィジカルコーチ
- 2006年 - 2008年  大宮アルディージャ フィジカルコーチ
- 2009年  ブラジリスFC コーチ
- 2009年  SEイタピレンセ コーチ
- 2010年 - 2011年6月  ブラジリスFC コーチ
- 2011年7月 - 12月  湘南ベルマーレ フィジカルコーチ
- 2012年 - 2016年  松本山雅FC フィジカルコーチ
- 2017年  ザスパクサツ群馬 フィジカルコーチ
- 2018年  tonan前橋 ヘッドコーチ
- 2019年 - 2020年  モンテディオ山形 フィジカルコーチ
- 2021年  松本山雅FC フィジカルコーチ
- 2022年 -  SC相模原 フィジカルコーチ
- 2024年 - 相生学院高等学校サッカー部 フィジカルコーチ

## 監督成績
| 年度 | 所属     | クラブ   | リーグ戦 | リーグ戦 | リーグ戦 | リーグ戦 | リーグ戦 | リーグ戦 | カップ戦   | カップ戦 |
| 年度 | 所属     | クラブ   | 順位     | 勝点     | 試合     | 勝       | 分       | 敗       | ナビスコ杯 | 天皇杯   |
| ---- | -------- | -------- | -------- | -------- | -------- | -------- | -------- | -------- | ---------- | -------- |
| 1992 | 旧JFL2部 | 川崎製鉄 | 3位      | 35       | 18       | 11       | 2        | 5        | -          | 1回戦    |